# Grapsidae
De Grapsidae is een familie uit de infraorde krabben (Brachyura). Voor de Belgische en Nederlandse kust behoort enkel de sporadisch aanspoelende columbuskrab tot deze familie.

## Systematiek
De Grapsidae zijn onderverdeeld in een tiental geslachten:
- Geograpsus  Stimpson, 1858
- Goniopsis  De Haan, 1833
- Grapsus  Lamarck, 1801
- Leptograpsodes  Montgomery, 1931
- Leptograpsus  H. Milne Edwards, 1853
- Metopograpsus  H. Milne Edwards, 1853
- Pachygrapsus  Randall, 1840
- Planes  Bowdich, 1825

## Uitgestorven soorten
- Litograpsus  †  Schweitzer & Karasawa, 2004
- Miograpsus  †  Fleming, 1981